# Maneater (cançó)
Maneater fou el primer senzill a Europa i Àsia del tercer disc d'estudi (Loose) de la cantant canadenca Nelly Furtado. A més fou el segon senzill a Amèrica i Oceania.
És un tema d'estil generalment Hip-Hop que va suposar un canvi radical en l'estil musical de Furtado. Va ser llançat a Amèrica com a segon senzill, i als EUA no va tenir tant d'èxit com a la majoria de llocs, ja que va ser un Hit a discoteques, mentre que comercialment no en va tenir tant, però, tot i així, va vendre uns 850,000 senzills i va rebre la certificació d'Or.
Va tenir bastant èxit a Europa, sobretot al Regne Unit, fent el seu primer núm.1 en senzills, mantenint-se tres setmanes al damunt de la llista, a més de ser el setè senzill més venut del 2006 al Regne Unit. Pels volts del 2007 havia venut més de 300,000 senzills (i descarregues) exclusivament en aquell país.
Un altre país on va tenir èxit fou al Canada natal de la cantant, en vengué més de 38.800 descàrregues, i va ser el 8e senzill més venut del 2006.

## Posicions a les llistes
- 1 Polònia, Índia, Portugal, Regne Unit, Sud Àfrica
- 2 Irlanda, Nova Zelanda, Europa
- 3 Austràlia, Àustria, Txèquia, Noruega, Suïssa
- 4 Xina, Alemanya
- 5 Canadà
- 6 Letònia
- 16 EUA